# ともしびを高くかかげて
「ともしびを高くかかげて」（ともしびをたかくかかげて）は、岩谷時子の作詞、冨田勲の作曲による合唱曲である。曲中、ギターのパートが入っている。
1974年（昭和49年）度のNHK全国学校音楽コンクール高校の部課題曲として作られた。その後、1987年（昭和62年）度の課題曲にもなっている。